# Руопполо, Джованни Баттиста
Джованни Баттиста Руопполо (итал. Giovan Battista Ruoppolo, 1629, Неаполь — 1693) — итальянский художник XVII века, представитель Неаполитанской школы живописи. Писал натюрморты.

## Биография

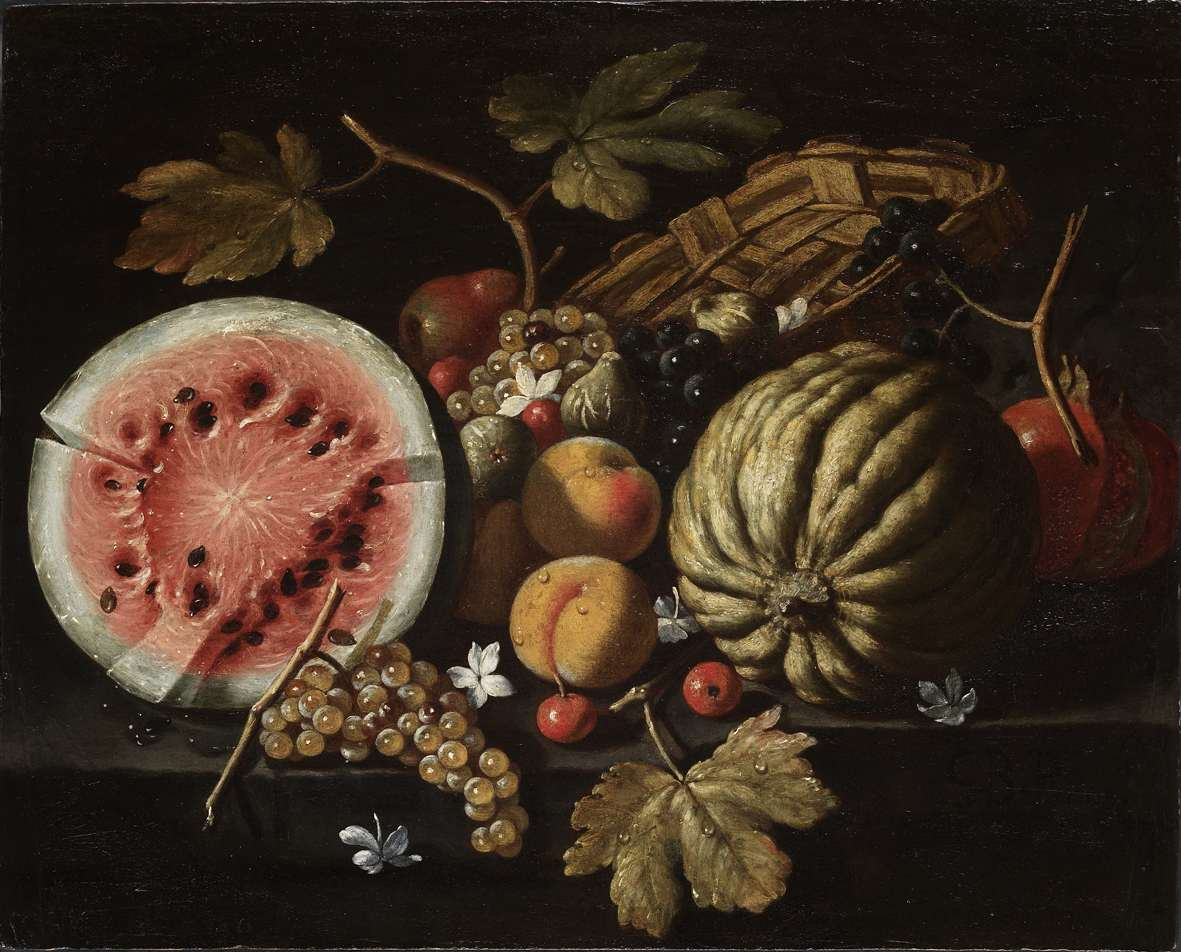
Руопполо. «Арбуз, дыня и фрукты на каменной столешнице»

О художнике сохранилось мало свидетельств. До последнего времени не были известны точно годы его жизни. По уточнённым данным это 1629—1693 гг.
Ученик неаполитанского художника Паоло Порпора. Художественная манера Руопполо складывалась на изучении произведений Порпоры, Джованни Рекко, Черквоцци. В отличие от Рекко, что рисовал рыб, трофеи охотников, цветы и овощи, Руопполо предпочитал изображение цветов, овощей рядом с животными или ракушками. Его натюрморты отличает яркий колорит, который усиливает сильное боковое освещение: на художественную манеру мастеров Неаполя имел сильное влияние караваджизм, к тому же в Неаполе некоторое время работал и сам Караваджо.
Известно, что художник имел ученика — Джузеппе Руопполо.
Картины Руопполо разошлись по миру от Италии к Украине и России. Непрестижность натюрморта как жанра живописи отразилась и на памяти о мастерах: их забывали, несмотря на высокие художественные качества картин.

## Галерея произведений

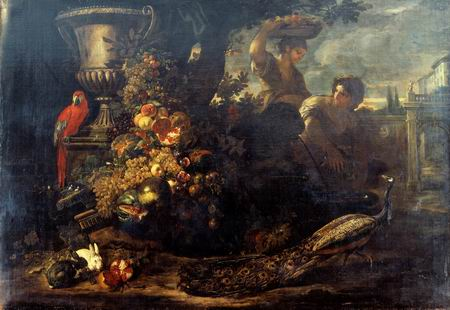
Руопполо вместе с художником Солименой. Руопполо — натюрморт, Солимена — женские фигуры. 1650.
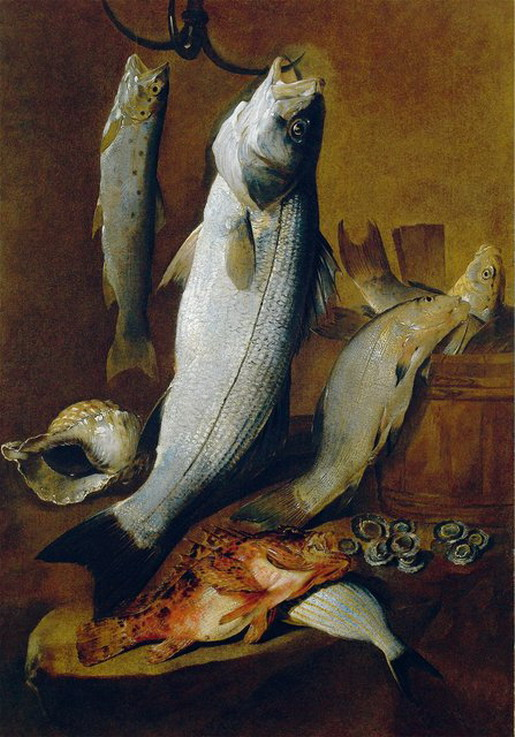
Руопполо. «Натюрморт с рыбой и морской раковиной»
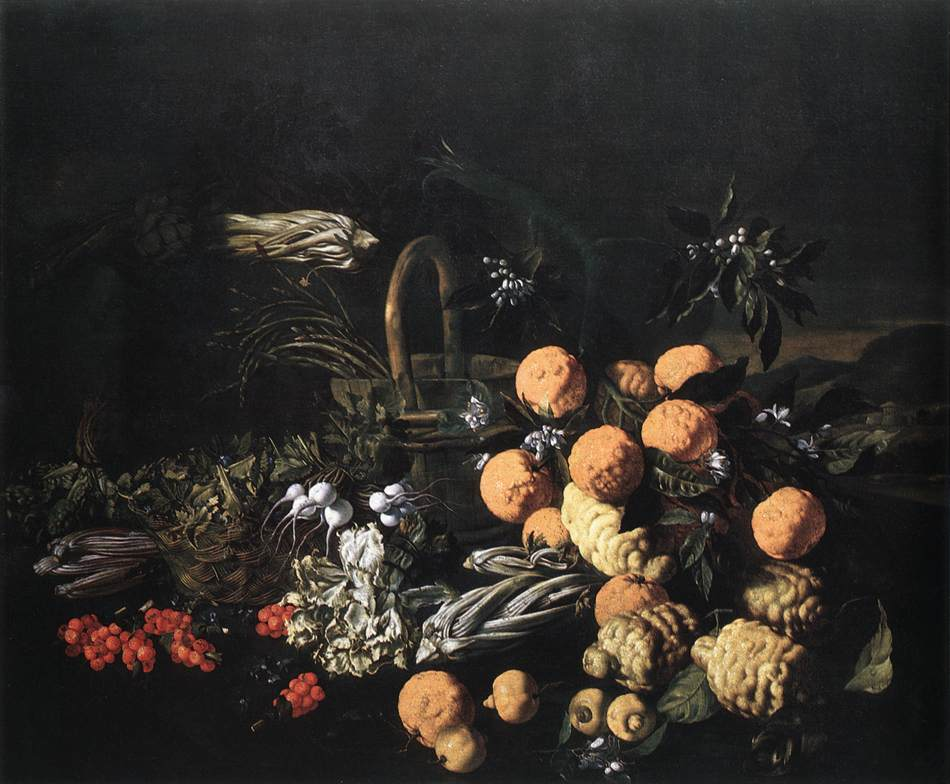
Руопполо. «Натюрморт с деревянным ведёрком в пейзаже»

## Страны мира, где хранят натюрморты Руопполо

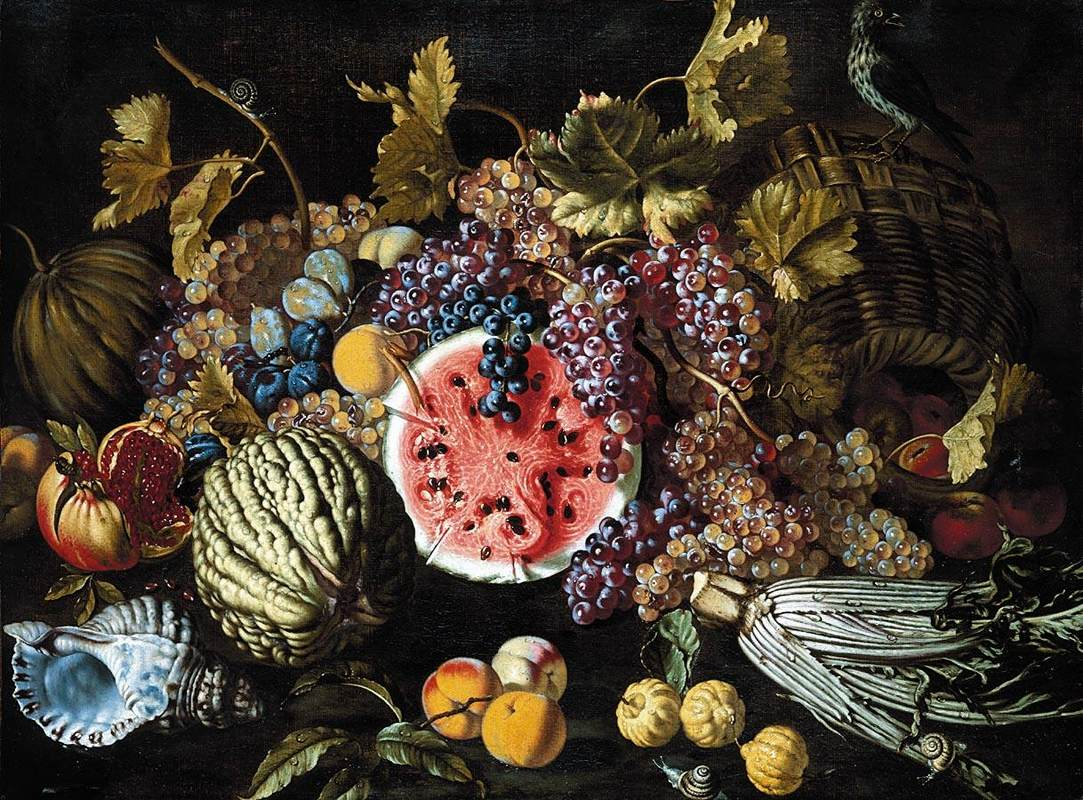
«Натюрморт с овощами, виноградом и раковиной Тигровый тритон», частное собрание

- Великобритания, Оксфорд, музей Ашмала
- Италия, галерея Уффици, Флоренция,Рим, нац.музей
- Германия, Гамбург, Кунстхалле и Дрезден.
- Польша, Варшава
- Россия, Эрмитаж, Петербург
- Украина, Киев
- США, Метрополитен-музей, Нью-Йорк, Бостон, музей искусств.